# Heinrich von Cocceji
Heinrich von Cocceji (Brema, 25 marzo 1644 – Francoforte sull'Oder, 18 agosto 1719) è stato un giurista tedesco.

## Biografia
Figlio dello scrittore Heinrich Coch e di Lucia Oldenburg, sorella del filosofo Henry Oldenburg, nel 1673 sposò Maria Salome Hougwart/ Howard, dalla quale ebbe tre figli, tra cui Samuel von Cocceji, Kammergerichtspräsident (presidente supremo di corte di giustizia) e dal 1747 cancelliere di Federico II di Prussia.
Dopo aver compiuto studi in giurisprudenza a Leida ed Oxford (dottore In utroque iure), Cocceji divenne professore straordinario alla facoltà di filosofia dell'Università di Heidelberg.
Dal 1677 al 1688 insegnò alla facoltà di diritto, nel 1689 trascorse un anno ad Utrecht. Dal 1690 Cocceji fu professore ordinario a Francoforte sull'Oder. Il 7 settembre 1702 entrò nella nobiltà prussiana, e il 3 marzo 1713 divenne barone.
La sua opera principale Juris publici prudentia (1695) fu per lungo tempo il principale compendio della legislazione tedesca. Di larga diffusione fu la sua Anatomia juris gentium (1718).  Le altre sue opere comprendono Juris feudalis hypomnemata (1702, 1715, 1727) e Disputatio Juridica, De concursu plurium jurisdictionum in eodem loco.